# Bainville-aux-Miroirs
Bainville-aux-Miroirs ist eine französische Gemeinde mit 289 Einwohnern (Stand 1. Januar 2022) im Département Meurthe-et-Moselle in der Region Grand Est (bis 2015 Lothringen). Sie gehört zum Arrondissement Nancy und zum Gemeindeverband Pays du Saintois.

## Geographie
Die Gemeinde liegt an der Mosel, rund 30 Kilometer südlich von Nancy und zehn Kilometer nördlich von Charmes. Links, parallel zur Mosel, verläuft der Canal des Vosges durch das Gemeindegebiet. Die Ruinen des Schlosses liegen südlich des Kernortes über dem linken Moselufer. Zu Bainville-aux-Miroirs gehören die Weiler Les Chaussottes im Westen sowie Bingerville und Montauban im Osten, rechts der Mosel.
Nachbargemeinden von Bainville-aux-Mirroirs (im Uhrzeigersinn, von Norden beginnend) sind: Mangonville, Virecourt, Villacourt, Chamagne, Gripport, Lebeuville und Leménil-Mitry.

## Toponymie und Geschichte
Der bereits im Jahr 836 auftauchende Ortsname Babanivilla leitet sich von dem germanischen Personennamen Babano ab. Die Burgherren von Bainville waren die Grafen von Vaudémont. Im 14. Jahrhundert zu Burgund gehörend, fiel Bainville mit der Zerstörung der Burg 1468 an Lothringen. Bis 1801 hieß die Gemeinde Bainville.

## Bevölkerungsentwicklung
| Jahr      | 1962 | 1968 | 1975 | 1982 | 1990 | 1999 | 2006 | 2020 |
| Einwohner | 291  | 263  | 276  | 277  | 298  | 316  | 337  | 279  |

Im Jahr 1881 wurde mit 484 Bewohnern die bisher höchste Einwohnerzahl ermittelt. Die Zahlen basieren auf den Daten von cassini.ehess und INSEE.

## Sehenswürdigkeiten
- Ruinen des Schlosses Bainville (Château de Bainville-aux-Miroirs) mit Resten des 25 m hohen Donjon
- Schloss Bingerville, 1844 von Claude-Emile Binger, einem Vetter des Forschers Louis-Gustave Binger erbaut
- Kirche Saint-Maurice, ein ehemaliges Benediktiner-Priorat mit romanischem Turm aus dem 11. Jahrhundert; das Langhaus stammt aus dem 18. Jahrhundert

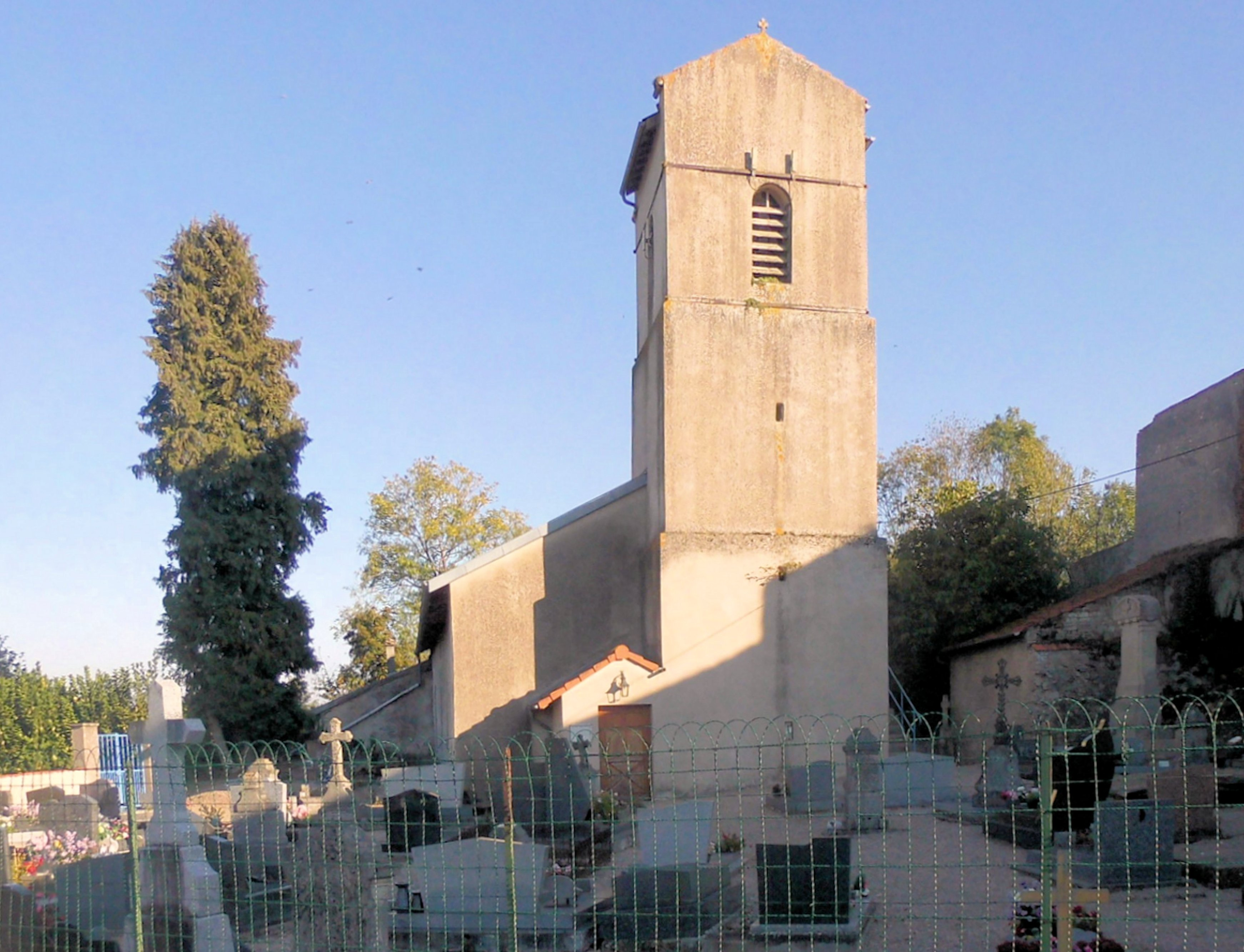
Kirche Saint-Maurice
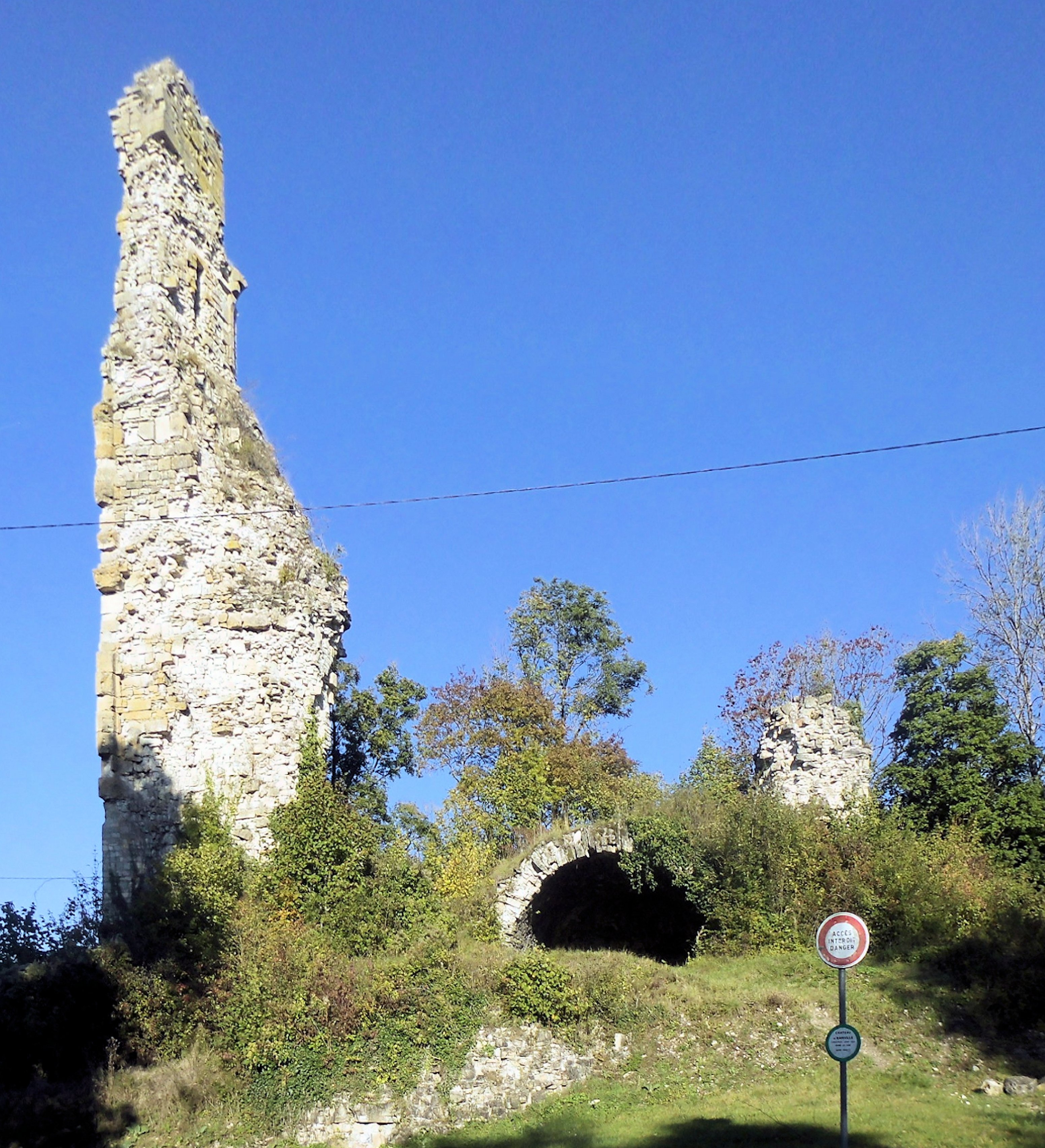
Ruinen des Schlosses
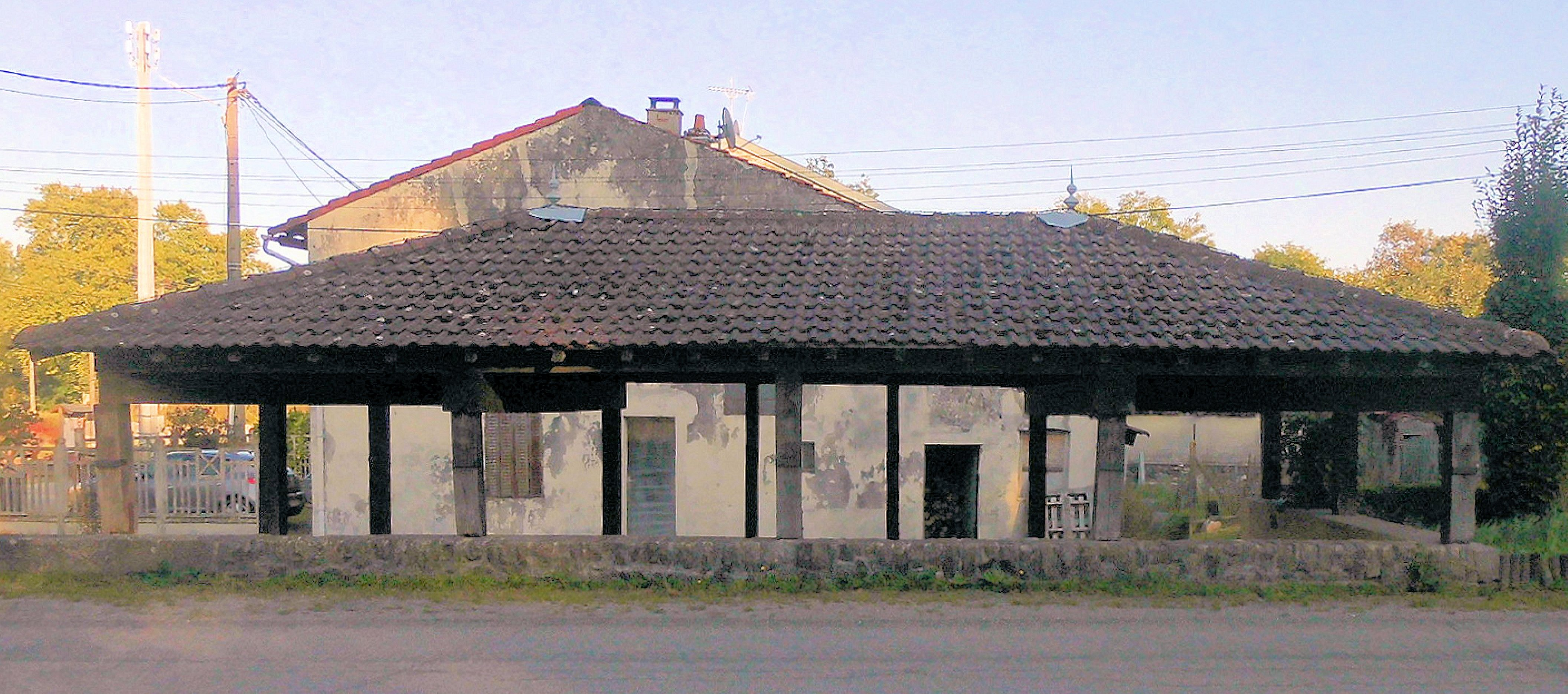
Ehemaliges Waschhaus (Lavoir)

## Wirtschaft und Infrastruktur
In der Gemeinde sind drei Landwirtschaftsbetriebe ansässig (Rinderzucht, Baumschule).
Durch Bainville-aux-Miroirs führt die Fernstraße D 570 entlang des linken Moselufers. Wenige Kilometer westlich verläuft die autobahnartig ausgebaute RN 57 von Nancy nach Épinal.

## Belege
1. ↑  Ortsname auf cassini.ehess.fr
2. ↑  Bainville-aux-Miroirs auf cassini.ehess
3. ↑  Bainville-aux-Miroirs auf INSEE
4. ↑  Landwirtschaftsbetriebe auf annuaire-mairie.fr (französisch)